# Список вулиць Харкова (А)
| Назва                  | Тип    | Довжина, м | Колишні назви                                                              | Район(и)                  | Місцевість                                             |
| ---------------------- | ------ | ---------- | -------------------------------------------------------------------------- | ------------------------- | ------------------------------------------------------ |
| Абразумівська          | вул.   | 460        | Образумівська                                                              | Основ'янський             | Заїківка                                               |
| Абрикосова             | вул.   | 360        |                                                                            | Київський                 | Велика Данилівка                                       |
| Аванґардна             | вул.   | 830        |                                                                            | Індустріальний            | П'ятихатки                                             |
| Аванґардний            | пров.  |            |                                                                            | Індустріальний            | П'ятихатки                                             |
| Авдіївський            | в-д    |            | Омський                                                                    | Київський                 |                                                        |
| Аверіна                | вул.   | 680        | Карла Маркса, Куусінська                                                   | Основ'янський             | Жихор                                                  |
| Аверіна                | пров.  |            | Червоноармійський в'їзд                                                    | Основ'янський             |                                                        |
| Авіахімічна            | вул.   | 820        | 2-га Нова                                                                  | Шевченківський            | Павлівка                                               |
| Авіахімічний           | пров.  | 130        |                                                                            | Шевченківський            | Павлівка                                               |
| Авіаційна              | вул.   | 1070       | Олександрівська                                                            | Шевченківський            | Шатилівка                                              |
| Аврамівська            | вул.   | 580        |                                                                            | Новобаварський            | Холодна Гора                                           |
| Автоґенна              | вул.   | 1010       |                                                                            | Немишлянський             | ХТЗ                                                    |
| Автоматний             | в-д    | 60         |                                                                            | Індустріальний            | Східний                                                |
| Автоматний             | пр-д   | 120        |                                                                            | Індустріальний            | Рогань                                                 |
| Автострадна            | вул.   |            |                                                                            | Салтівський               |                                                        |
| Автострадна            | наб.   | 940        |                                                                            | Салтівський               | Ахієзерів                                              |
| Автострадний           | пров.  | 540        |                                                                            | Салтівський               | Ахієзерів                                              |
| Автотракторна          | вул.   | 480        |                                                                            | Салтівський               | Тюрінка                                                |
| Автотракторний         | пров.  | 280        |                                                                            | Салтівський               | Тюрінка                                                |
| Автотракторний         | в-д    | 90         |                                                                            | Салтівський               | Тюрінка                                                |
| Автошляхова            | вул.   | 380        |                                                                            | Слобідський               | Селище ім. Герцена                                     |
| Автошляховий           | в-д    | 90         |                                                                            | Слобідський               | Селище ім. Герцена                                     |
| Аграрна                | вул.   | 480        | Олександро-Ульянівська                                                     | Шевченківський            | Павлівка                                               |
| Агрономічна            | вул.   | 530        | Кабештівська                                                               | Основ'янський             | Основа, Одеська                                        |
| Аґрусовий              | в-д    |            | 2-й в'їзд Чаадаєва                                                         | Новобаварський            |                                                        |
| Аджарський             | пров.  | 415        | Жуковський                                                                 | Холодногірський           | Лиса Гора                                              |
| Аеродромна             | вул.   | 580        |                                                                            | Основ'янський             | Аеропорт, Овочева                                      |
| Аеродромний            | пров.  | 135        |                                                                            | Основ'янський             | Аеропорт, Овочева                                      |
| Аерокосмічний          | просп. | 11500      | Зміївський Шлях, Зміївська вулиця, проспект Гагаріна                       | Слобідський Основ'янський | Захарків, Левада, Качанівка, Одеська, Основа, Аеропорт |
| Аеропортна             | вул.   | 350        |                                                                            | Слобідський               | Селище ім. Герцена                                     |
| Аеропортний            | пров.  | 220        |                                                                            | Слобідський               | Селище ім. Герцена                                     |
| Аеропортний            | в-д    | 55         |                                                                            | Слобідський               | Селище ім. Герцена                                     |
| Азербайджанська        | вул.   | 640        |                                                                            | Основ'янський             | Качанівка                                              |
| Азербайджанський       | пров.  | 270        |                                                                            | Основ'янський             | Качанівка                                              |
| Азербайджанський       | в-д    | 95         |                                                                            | Основ'янський             | Качанівка                                              |
| Азовстальська          | вул.   | 370        | Маріупольська, Мирська                                                     | Новобаварський            | Новожанове                                             |
| Азовська               | вул.   | 1020       | Олексіївська                                                               | Київський                 | Журавлівка                                             |
| Азовський              | пров.  | 90         |                                                                            | Київський                 | Журавлівка                                             |
| Айвазовського          | вул.   | 760        |                                                                            | Немишлянський             | Ново-Західний                                          |
| 1-й Айвазовського      | пров.  | 160        |                                                                            | Немишлянський             | Ново-Західний                                          |
| 2-й Айвазовського      | пров.  | 150        |                                                                            | Немишлянський             | Ново-Західний                                          |
| Ай-Петринська          | вул.   | 420        | Анапська                                                                   | Слобідський               | Селище ім. Герцена                                     |
| Академіка Богомольця   | вул.   | 1060       | Балашовська                                                                | Новобаварський            | Новоселівка                                            |
| Академіка Вальтера     | вул.   | 1070       |                                                                            | Київський                 | П'ятихатки                                             |
| Академіка Вєркіна      | вул.   |            |                                                                            | Шевченківський            |                                                        |
| Академіка Волкова      | вул.   | 230        | Морозова Павліка                                                           | Київський                 | П'ятихатки                                             |
| Академіка Грищенка     | вул.   |            | Тімірязєва                                                                 | Новобаварський            |                                                        |
| Академіка Курчатова    | просп. | 3940       |                                                                            | Київський                 | П'ятихатки                                             |
| Академіка Павлова      | вул.   | 7100       | Конюшенна, Липчанське шосе                                                 | Київський Салтівський     | Салтівка                                               |
| Академіка Павлова      | пров.  | 320        |                                                                            | Салтівський               | Сабурова Дача, Тюринка                                 |
| Академіка Павлова      | в-д    | 160        |                                                                            | Салтівський               | Тюринка                                                |
| Академіка Померанчука  | пров.  | 200        | Чернявського, Халтуріна                                                    | Салтівський               | Салтівка                                               |
| Академіка Підгорного   | вул.   | 250        | Пархоменка                                                                 | Немишлянський             | Ново-Західний                                          |
| Академіка Підгорного   | пров.  | 280        | Пархоменка                                                                 | Немишлянський             | ХТЗ                                                    |
| Академіка Погорєлова   | вул.   | 750        | Червонозірська                                                             | Шевченківський            |                                                        |
| Академіка Проскури     | вул.   | 1460       | Радіо, Мало-Білгородська                                                   | Київський                 | Селище Жуковського                                     |
| Академіка Сергєєва     | вул.   |            |                                                                            | Київський                 | Селище Жуковського                                     |
| Академіка Синельникова | вул.   | 1320       | Ентузіастів                                                                | Київський                 | П'ятихатки                                             |
| Академіка Філіппова    | вул.   | 1050       | Кабельна                                                                   | Немишлянський             | Ново-Західний, ХТЗ                                     |
| Академічна             | вул.   | 190        |                                                                            | Київський                 | П'ятихатки                                             |
| Алли Горської          | вул.   |            | Яблочкіна                                                                  | Немишлянський             | Новозахідний                                           |
| Алмазна                | вул.   | 790        | Алмазівська                                                                | Холодногірський           | Іванівка                                               |
| Алматинська            | вул.   | 430        |                                                                            | Немишлянський             | Стара Салтівка                                         |
| Алматинський           | пров.  | 210        |                                                                            | Немишлянський             | Стара Салтівка                                         |
| Алупкінська            | вул.   | 440        |                                                                            | Шевченківський            | Павлове Поле                                           |
| Алуштинська            | вул.   | 2150       |                                                                            | Холодногірський           | Холодна Гора                                           |
| Алуштинський           | пров.  | 210        |                                                                            | Холодногірський           |                                                        |
| Алуштинський           | узв.   |            |                                                                            | Холодногірський           |                                                        |
| Алчевських             | вул.   | 1570       | Старокладовищенська, Кладовищенська, Єпархіальна, Артема                   | Київський                 | Нагірний                                               |
| Альбівський            | пров.  | 130        | Михайлівський                                                              | Холодногірський           | Іванівка, Панасівка                                    |
| Альпійський            | пров.  |            | 3-й Таганський                                                             | Холодногірський           |                                                        |
| Амосова                | вул.   | 1820       | Петрозаводська, Корчагінців                                                | Немишлянський             | Салтівка                                               |
| Англійський            | пров.  | 140        | Вологодський                                                               | Київський                 | Журавлівка                                             |
| Андріївська            | вул.   | 940        | Андріївська, Кубасова                                                      | Холодногірський           | Лиса Гора                                              |
| Андріївський           | пров.  | 135        |                                                                            | Холодногірський           | Лиса Гора                                              |
| Антона Дербілова       | вул.   |            | Тургенівська                                                               | Шевченківський            |                                                        |
| Антонова               | вул.   | 615        | Аерофлотська                                                               | Слобідський               | Аеропорт                                               |
| Анютинська             | вул.   | 210        | Муравйова                                                                  | Салтівський               | Рашкіна Дача                                           |
| Апостольська           | вул.   | 360        | Молодогвардійська                                                          | Київський                 | Велика Данилівка                                       |
| Аптекарський           | пров.  | 430        |                                                                            | Основ'янський             | Захарків                                               |
| Аптекарський           | в-д    | 75         |                                                                            | Основ'янський             | Захарків                                               |
| Аравійська             | вул.   | 620        |                                                                            | Основ'янський             | Заїківка                                               |
| Аравійський            | пров.  | 150        |                                                                            | Основ'янський             | Заїківка                                               |
| 1-й Аравійський        | в-д    | 80         |                                                                            | Основ'янський             | Заїківка                                               |
| 2-й Аравійський        | в-д    | 165        |                                                                            | Основ'янський             | Заїківка                                               |
| Аральська              | вул.   | 770        |                                                                            | Шевченківський            | Павлове Поле                                           |
| Аральський             | в-д    |            |                                                                            | Київський                 |                                                        |
| Аральський             | пров.  | 180        |                                                                            | Шевченківський            | Павлове Поле                                           |
| Арктична               | вул.   | 710        | Антонівська                                                                | Київський                 | Журавлівка                                             |
| Арктичний              | пров.  | 135        | Кладовищенський                                                            | Холодногірський           | Лиса Гора                                              |
| Арматурна              | вул.   | 610        | Герасимівська                                                              | Основ'янський             | Качанівка                                              |
| Арматурний             | пров.  | 55         | Герасимівський                                                             | Основ'янський             | Качанівка                                              |
| Армійська              | вул.   | 1760       |                                                                            | Шевченківський            | Олексіївка                                             |
| Армійський             | в-д    | 210        |                                                                            | Шевченківський            | Олексіївка                                             |
| Арсенальна             | вул.   | 880        | Зелена                                                                     | Новобаварський            | Новоселівка                                            |
| Арсеніївський          | пров.  | 260        | Золотарівський провулок, Лозовеньківський провулок, 1-й Евенський провулок | Київський                 | Журавлівка                                             |
| Артамонівська          | вул.   |            |                                                                            | Немишлянський             | Заїки                                                  |
| Артема Веделя          | вул.   |            | Столєтова                                                                  | Салтівський               |                                                        |
| Артилерійська          | вул.   | 510        |                                                                            | Шевченківський            | Олексіївка                                             |
| Артилерійський         | пров.  | 220        |                                                                            | Шевченківський            | Олексіївка                                             |
| Артільна               | вул.   | 730        | Анненська                                                                  | Салтівський               | Рашкіна Дача                                           |
| Артільний              | пров.  | 210        | Анненський                                                                 | Салтівський               | Рашкіна Дача                                           |
| Артюхівська            | вул.   | 420        |                                                                            | Основ'янський             | Основа                                                 |
| Артюхівський           | пров.  | 460        | Чигиринський                                                               | Основ'янський             | Основа                                                 |
| Археологів             | вул.   | 2590       | Крилова                                                                    | Новобаварський            | Нова Баварія, Липовий Гай                              |
| Архипа Люльки          | вул.   | 965        | Сонячногірська                                                             | Київський                 | Селище Жуковського                                     |
| Архітектора Альошина   | просп. | 2090       | Орджонікідзе                                                               | Індустріальний            | ХТЗ                                                    |
| Архітектора Гінзбурга  | вул.   | 1150       | Жилярді                                                                    | Київський                 | Шишківка                                               |
| Архітектора Васильєва  | в-д    | 440        | 2-й в'їзд Жилярді                                                          | Київський                 | Шишківка                                               |
| Архітектора Естровича  | в-д    | 495        | 1-й в'їзд Жилярді                                                          | Київський                 | Шишківка                                               |
| Архітектора Ловцова    | в-д    | 360        | 3-й в'їзд Жилярді                                                          | Київський                 | Шишківка                                               |
| Архітектора Тона       | в-д    |            | Жилярді                                                                    | Київський                 | Шишківка                                               |
| Архітекторів           | вул.   | 1020       |                                                                            | Шевченківський            | Олексіївка                                             |
| Архітекторів           | м-н    |            |                                                                            | Київський                 | Центр                                                  |
| Аскольдівська          | вул.   | 1410       | Чернігівська                                                               | Слобідський               | Селище ім. Герцена, Одеська                            |
| Аскольдівський         | в-д    | 70         | Чернігівський провулок                                                     | Слобідський               | Селище ім. Герцена                                     |
| 1-й Аскольдівський     | в-д    |            | Чернігівський 1-й                                                          | Слобідський               |                                                        |
| Астрономічна           | вул.   | 1390       |                                                                            | Київський                 | Селище Жуковського                                     |
| Астрономічний          | в-д    |            |                                                                            | Київський                 |                                                        |
| Атлетична              | вул.   |            | Тітова                                                                     | Київський                 |                                                        |
| Афанасівська           | вул.   | 2680       |                                                                            | Холодногірський           | Гиївка, Холодна Гора                                   |
| Афанасівський          | пров.  | 680        | Коростенський                                                              | Холодногірський           |                                                        |
| Афанасія Фірсова       | пр-д   | 630        | вулиця Нехаєнка, Балашовський проїзд                                       | Слобідський               |                                                        |
| Ахматової              | вул.   |            |                                                                            | Новобаварський            |                                                        |
| Ахсарова               | вул.   | 1720       |                                                                            | Шевченківський            | Олексіївка                                             |
| Ашгабатська            | вул.   | 740        |                                                                            | Холодногірський           |                                                        |
| Ашгабатський           | пров.  | 300        |                                                                            | Холодногірський           |                                                        |
| Ахієзерів              | вул.   | 1250       | Чернявського, Халтуріна                                                    | Салтівський               | Стара Салтівка                                         |